# VIIe législature de la Chambre des députés (Tunisie)
VIIe législature
VIe CdD VIIIe CdD
Palais du Bardo
La VIIe législature tunisienne est une législature ouverte le 10 novembre 1986 et close le 9 avril 1989.

## Composition
La Chambre des députés compte 125 sièges.

### Groupes politiques
| Parti socialiste destourien (PSD)               | 125 |
| Sources : Assemblée des représentants du peuple |     |

### Bureau

#### 1986-1987
- Mahmoud Messadi, président
- Fatma Douik, vice-président
- Béchir Khantouch, vice-président

#### 1987-1988
- Rachid Sfar, président
- Fatma Douik, vice-président
- Béchir Khantouch, vice-président

#### 1988-1990
- Slaheddine Baly, président
- Taoufik Essid, vice-président
- Sara Chahbouni, vice-président

## Gouvernements
- Gouvernement Sfar
- Gouvernement Ben Ali
- Gouvernement Hédi Baccouche I, II et III